# Смеляков, Николай Николаевич
Николай Николаевич Смеляков (1911, Спасск — 1995, Москва) — советский государственный и партийный деятель, министр машиностроения СССР (1956—1957). Лауреат Ленинской премии.

## Биография
Родился в семье служащего.
- 1929—1930 — учитель детского дома в д. Старая Рязань Спасского района Московской области.
- 1930—1934 — студент Московского машиностроительного института.
- 1934 — инженер-технолог завода им. Куйбышева, г. Коломна.
- 1934—1935 — служба в РККА.
- 1935—1939 — на заводе им. Куйбышева: технолог завода, начальник первого отделения завода, заместитель начальника цеха.
- 1939—1940 — в РККА: командир танкового взвода 97-го отдельного танкового батальона 39-й легкой танковой бригады, участник советско-финской войны 1939—1940 годов.
- 1940—1942 — на заводе им. Куйбышева: начальник цеха, заместитель главного металлурга.

В 1941 году был направлен в командировку в Германию принимать закупленные у фирмы MAN дизельные двигатели. Едва он прибыл в Берлин, началась война. Смеляков был арестован и заключён в тюрьму, как и все граждане СССР, находившиеся в Германии. Через Красный Крест был организован обмен 120 немецких граждан, живших в Москве, на 1500 советских граждан в Германии, и в августе 1941 года Смеляков вернулся на родину.
- 1942—1955 — на заводе «Красное Сормово»: заместитель главного металлурга завода, начальник цеха, главный металлург завода, с декабря 1950 года — директор завода.
- 1955—1956 — первый секретарь Горьковского горкома КПСС.
- 1956—1957 — министр машиностроения СССР.
- 1957 — председатель СНХ Горьковского экономического административного района.
- 1957—1958 — первый секретарь Горьковского обкома КПСС.

На заводе «Красное Сормово», когда директором был Смеляков, была создана первая в стране установка непрерывной разливки стали, за что он в 1958 году вместе с группой учёных под руководством академика И. П. Бардина был удостоен Ленинской премии.
- 1958—1959 — председатель «Амторга» в г. Нью-Йорк.
- 1959—1987 — заместитель министра внешней торговли СССР[2].

Депутат Верховного Совета СССР 5 созыва.
С января 1987 года персональный пенсионер союзного значения.
Похоронен в Спасске согласно его завещанию.

## Литературная деятельность
В 1967 году опубликовал книгу «Деловая Америка (Записки инженера)», в которой рассказал о встречах с деловыми людьми, о деятельности американских специалистов в области промышленности, сельского хозяйства, транспорта, торговли, обслуживания населения. Книга пользовалась большой популярностью и через два года была переиздана с добавлением новых глав.
Издал книги воспоминаний «С чего начинается Родина (Воспоминания и раздумья)» (1975), в которой он делится с читателем своими размышлениями об экономических, технических и организационных проблемах народного хозяйства, а также книгу «Уроки жизни» (1988).
В 1994 году опубликовал в Финляндии на финском языке воспоминания о советско-финляндской войне «Зимняя война». На русском языке эти воспоминания напечатаны в 2002 году в журнале «Военно-исторический архив».

### Книги и статьи
- «Деловая Америка (Записки инженера)», 1967
- Деловые встречи. Записки заместителя министра внешней торговли // Новый мир №12 1973, С. 203-239.
- «С чего начинается Родина (Воспоминания и раздумья)», 1975
- «Уроки жизни», 1988
- «Зимняя война» // Военно-исторический архив. 2002. № 3 (27). С. 32-67.
- «Зимняя война» // Военно-исторический архив. 2002. № 4 (28). С. 69-101.

## Награды
- Орден Октябрьской Революции;
- Орден Отечественной войны 1-й степени;
- Шесть орденов Трудового Красного Знамени;
- Орден Красной Звезды;
- Орден «Знак Почёта»;
- медаль «За трудовую доблесть»;
- медаль «За трудовое отличие»;
- Лауреат Ленинской премии (1958).